# Taphozous mauritianus
Taphozous mauritianus es una especie de murciélago de la familia Emballonuridae.

## Distribución geográfica
Se encuentra en Sudáfrica, Angola, Benín, Botsuana, República Centroafricana, Chad, República del Congo, República Democrática del Congo, Costa de Marfil, Guinea Ecuatorial, Etiopía, Gabón, Gambia, Ghana, Madagascar, Malaui, Mauricio, Mozambique, Namibia, Nigeria, Kenia Reunión, Santo Tomé y Príncipe, Senegal, Sierra Leona, Seychelles, Somalia, Suazilandia, Sudán, Tanzania, Togo, Uganda, Zambia y Zimbabue.

## Hábitat
Su hábitat natural son lassabanas áridas y húmedas.